# 日本における女性の合戦参加の年表
日本における女性の合戦参加の年表（にほんにおける じょせいのかっせんさんか の ねんぴょう）では、日本の歴史における女性の戦争、合戦、戦闘への参加について時系列的に列挙する。
ここでは、軍勢の指導的立場において参加した場合から、一兵卒として参加した場合まで幅広く扱うこととする。

## 年表

### 記紀時代
- のちの神武天皇が神武東征の際、戊午の年9月5日において、女軍（めのいくさ）を女坂に置き、11月7日に女軍を進ませ、敵軍は大兵が来たと思って、尽力して、これと交戦（『日本書紀』戊午の年、9月5日条、11月7日条）。官軍が女性部隊を用いた記述だが、神代に当たる。
- 景行天皇が肥前国巡幸時、嬢子山に土蜘蛛八十女人（大勢の女性首長）が住んでいたが、天皇に従わず抵抗したため、派兵して滅ぼした（『肥前国風土記』）。
- 仲哀天皇9年: 7月20日、神功皇后は兵をあげ、荷持田村（のとりたのふれ）の翼人・羽白熊鷲（はしろくまわし）を層増岐野（そそきの）にて征伐する。同25日、山門県の土蜘蛛、田油津媛を征伐。同年10月3日、三韓征伐のため朝鮮半島へ出航、新羅は戦わずして降伏[1]。
- 神功皇后1年: 2月、神功皇后、反乱を起こした忍熊皇子に対するため、紀伊国に上陸、小竹宮に移る。3月5日、武内宿禰と武振熊に命じて忍熊皇子を討たせる[2]。

### 弥生時代
- 平戸島の根獅子遺跡において、弥生時代中期に、戦に参加したとみられる女性人骨が確認され、抜歯や頭骨鏃があることから、戦闘において統率者的立場の女長とみられる[3]。
- 『三国志』魏書東夷伝（魏志倭人伝）に、3世紀半ば、女王国である邪馬台国と男王が統治する狗奴国が交戦していたと記述される。

### 飛鳥時代
- 舒明天皇9年（637年）:上毛野形名の妻が蝦夷に砦を包囲された際、夫の剣を佩き、女達に弓を持たせ、一斉に弦を鳴らすことによって、大軍がいると誤認させる機知で、蝦夷を撤退させた（『日本書紀』舒明天皇9年条）。
- 斉明天皇7年（661年）:斉明天皇は、前年新羅に滅ぼされた百済の救援のため1月7日より西征を決行した。朝倉宮に移るも、同地で7月24日に崩御[4]。

### 平安時代
- 治承4年（1180年） - 寿永3年（1184年）:治承・寿永の乱の際、女武者巴御前が宇治川の戦いで源義仲に付き添って活躍したとされる。ただし、彼女の記述は『平家物語』など後世の創作物に限られており、実在性については疑問視されている。

### 鎌倉時代
- 建仁元年（1201年）:建仁の乱が勃発し、越後国にて城長茂の妹坂額御前が城資盛らとともに反乱軍の将として蜂起した。越後の鳥坂城に籠って弓矢で奮戦するも、両足を射られ捕虜となった[5]。『吾妻鏡』中では「女性の身たりと雖も、百発百中の芸殆ど父兄に越ゆるなり。人挙て奇特を謂う。この合戦の日殊に兵略を施す。童形の如く上髪せしめ腹巻を着し矢倉の上に居て、襲い到るの輩を射る。中たるの者死なずと云うこと莫し」と書かれている。 のち捕虜として鎌倉に送致されたが、是非にと望む甲斐源氏の浅利義遠（義成）に与えられ浅利の妻となり甲斐国へ移住し、子を成した。
- 文永11年(1274年)、 弘安4年(1281):二度に渡る元寇にて、大蔵氏の女頭領であった本渡城主の播磨局（天草大夫大蔵太子）が水軍を率いて出陣した。後に神恩に感謝し、本渡諏訪神社を建立した。

### 南北朝時代
- 文和2年（1353年）:洞院公賢の日記『園太暦』の6月3日の項に、「丹波から京へ進軍する山名時氏の軍勢七八百騎の中に、女騎が多数加わっている」との記述がある[6]。しかし、山名軍は噂よりも数が少なく猛勢ではないという文脈で女騎が多いと記されており、女騎は戦闘能力という点では劣っているという評価がうかがえる。

### 戦国・安土桃山時代
- 15世紀末:南西諸島において、女首長サンアイイソバに率いられるドゥナン（与那国島）が琉球王国に従う宮古島の軍勢の侵攻を受けた。
- 天文10年（1541年）:瀬戸内海の大三島にて大祝鶴姫が、大内氏の軍勢を二度にわたって撃破したとされる。しかし、彼女の存在が記されたという『大祝家記』中では実在が確認されておらず、鶴姫は伝説上の人物ではないかとの指摘がある（当該項目参照）。
- 天文12年（1543年）: 大祝鶴姫、三たび大内軍を撃破するも、恋人の死に絶望し自殺したとされる。
- 永禄11年（1568年）:遠江国の飯尾連龍の未亡人で曳山城主のお田鶴の方、徳川家康に攻められ落城、討死した。ただし、その末路については資料によって相違がある（当該項目参照）。
- 永禄6年前後:土佐国において、吉田重康が城を留守にしている間に安芸氏の軍勢が城を攻めてきたため、重康の妻が城内の女房・下女・端女、その他の男を呼び集め、下知をなして兜を着せ、または手で持たせて塀の上へ差し出し、また左右に槍薙刀を持たせ、前後に馬印を出し、大旗小旗を木の枝・塀・柱に結び付けて、まるで大勢が城に籠っているように見せた。安芸氏の軍勢は吉田軍は留守だと思っていたが、城中に大勢がいると誤認し、本拠の安芸城へと撤退した（『土佐物語』巻第五「吉田伊賀介妻女の事」）。
- 永禄12年（1569年）:北条氏邦家臣諏訪部定勝の妻妙喜、居城日尾城に武田勢の山県昌景らが来襲した際、先日の接待宴会で泥酔し寝込んだままの夫に代わって、甲冑を着込んで出陣し、武田勢を撃退した[7]。
- 永禄12年（1569年）10月:大内輝弘の乱において、毛利元就の重臣で周防高嶺城番の市川経好の妻である市川局が、九州に出陣して不在の夫の留守中に攻め寄せた大内輝弘勢による攻撃に対し、10日間の籠城を指揮して耐えた[8]。大内は九州から取って返した毛利勢に敗北した。
- 元亀3年（1572年）:武田信玄の主に松平・織田氏を攻撃対象とした西上作戦において、松平家家臣で井伊家の女性当主直虎、武田氏の侵攻を受け井伊谷城を山県昌景に明け渡した。一方、織田家の岩村城の女城主おつやの方（前城主遠山景任の未亡人）、武田方の秋山虎繁の侵攻を受け降伏した。おつやの方は織田信長の叔母であったが、おつやの方と秋山虎繁は婚姻し、おつやの方の養子であった織田信長の五男（織田勝長）は武田家の人質として甲斐国に送られた。のち信長は岩村城を奪還し、秋山は磔刑、おつやの方は逆さ磔にされた。
- 天正2年（1574年）:三村元親家臣上野隆徳の妻鶴姫（元親の姉妹）、上野氏の本拠の常山城が毛利勢に攻められた際、落城寸前の城から侍女三十余名を率いて出撃し、敵将乃美宗勝に一騎打ちを申し込んだが拒否され、その後城に戻り、夫婦と息子は自害した[9]。
- 天正8年（1580年）: 秋月種実家臣の筑前長尾城主木村甲斐守が端午の賀礼の為、古処山城へ出仕している隙を付いて大友勢が侵攻してきたが、甲斐守の夫人が城兵を下知して防戦し撃退したといわれる[10]。
- 天正8年（1580年）: 三木合戦。別所吉親の妻の波、別所軍に加わり奮戦するも落城前に自害した。
- 天正10年（1582年）:織田信長による甲州征伐において、織田信忠軍が高遠城を攻めた際、「（籠城する武田方の）諏訪勝右衛門（頼辰）の女房が刀を抜き打ち、切って回り、比類なき働き前代未聞の次第なり」と『信長公記』中に記述・評価されている。
- 天正11年（1583年）:由良成繁の妻妙印尼、息子の国繁・顕長を人質に取った北条氏に対抗し新田金山城に籠城し、のちに城を明け渡し和睦した。
- 天正12年（1584年）:加賀国・能登国の前田利家の家老の奥村永福、越中国の佐々成政に1万5千の兵で能登と越中の国境の末森城を攻められた。城は二の丸まで落ちたものの、永福は寡兵で利家の援軍到着まで耐え成政軍を撃退した（末森城の戦い）。この籠城戦の際に永福の妻の安は、薙刀をもって城内を巡回し、粥を振る舞って負傷者を介抱するなど、城兵を元気づけたといわれる。
- 天正12年（1584年）:田尻鑑種の女は父が兵を率いて佐賀城の防備に参加する際、筑後鷹尾城に少ない城兵と共に留守を任された。9月上旬に大友軍の立花道雪が鷹尾城を攻めると、鑑種の女は部下を督して防戦したが、道雪の火攻に耐えられない城兵たちは城を脱出し始めた。鑑種の女は薙刀を振って突撃し、敵を斬り払って急に矢部川に飛び入り薙刀を小脇に持ち立ち泳いで対岸に至った。そして浜田の民家に身を匿って敵の追跡を免れた[11]。
- 天正12年（1584年）:今泉永矩の娘。龍造寺四天王の一人・百武賢兼の妻円久尼（俗名を藤子（斐子）と呼び、法名は因久妙月）。女子はかねて大刀無双の誉高く武道の達人であったばかりでなく、博く和漢の学に通じ、婦人としての修養研鑽に努め、その人格は当時衆人の敬慕する所であった。また、男勝りの性格と伝えられ、膂力に優れ、薙刀を携えて戦陣に向かう女傑と伝わる。天正十二年、夫の討死を知ると仏門に入る。同年9月15日、大友軍の立花道雪と高橋紹運が居城である筑後蒲船津城を攻めると、自ら薙刀を携えて城兵を鼓舞して、戸口に立ち兵を指揮し、榎津城主・中野清明の援軍が到着するまでよく持ちこらえて城を守りぬいた[12]。
- 天正12年（1584年）-天正14年（1586年）:『大友文書』に「戸次伯耆守（立花道雪）は大友宗麟の重臣なれど、矢傷にて脚がくさり衰えたり。されど娘（誾千代）ありて勇壮。城内の腰元女中、五十名ほど訓練し、戦初めには一斉射撃をなして敵の心胆を奪う」という記述がある。
- 天正13年（1585年）:奥州人取橋の戦いにおいて、二階堂盛義の未亡人で須賀川城主の阿南姫、伊達政宗に対抗する南奥諸大名連合軍の一角として派兵した。
- 天正14年（1586年）:大友義鎮家臣で豊後国の鶴崎城の城主吉岡統増の母妙林尼、不在の息子に代わり島津勢に対する籠城戦を指揮した。島津勢の攻勢を防ぎ切り、のち和睦、開城した[13]。
- 天正14年（1586年）:豊後の大友氏の家臣の帆足鑑直の妻で、古後摂津守の娘の鬼御前という女性がいた。身長175cmという長身の持ち主かつ、弓の名手であったと伝わる。島津家臣の新納忠元との戦いで、夫の帆足鑑直と共に僅か数百の兵を率いて出陣し、角牟礼城攻めで退却し休憩していた島津軍を奇襲し撃退した。鬼御前の活躍もあり、圧倒的兵力を誇っていた新納軍は狼狽して忠元自身も負傷して敗走した。鬼御前は自ら武装して日出生城を守った。
- 天正15年（1587年）: 妙林尼、寺司浜の戦いにて島津軍を背後から奇襲し、大勝した[13]。
- 天正16年（1588年）:郡山合戦において二階堂氏の阿南姫、伊達政宗に対抗する蘆名氏・相馬氏連合軍の一角として派兵した。阿南姫は伊達氏の出身で、伊達政宗の実の叔母であった。
- 天正17年（1589年）:阿南姫の守る須賀川城、摺上原の戦いによる蘆名氏の滅亡に続く伊達氏の侵攻を受け、10月に落城し、阿南姫は保護された。阿南姫は伊達氏の出身であり、実母が暮らす伊達氏の城に移されたが、夫を殺害した甥の伊達政宗の庇護を嫌い、甥の岩城常隆、次いでこれも甥の常陸国の佐竹義宣の下へ移った。

11月、九州の肥後国において、天草国人一揆（天正の天草合戦）が勃発し、本渡城の戦いにて木山正親の妻お京の方が戦闘に参加している。地元の伝承では「一揆ののちに肥後半国を領した加藤清正の命を狙った息子の企てが失敗し、息子は処刑されたが、息子の敵討ちをするためにお京の方は男装（亡夫の甲冑で武装）し加藤清正に一騎打ちを挑んだが、梅の木に足を取られて討たれた」と伝わる。
小西行長が肥後天草の本渡城を攻めた時、天草家の女性たちは、城に篭り、「倒された城壁の入り口から敵が侵入してくるのを妨げようと、勇猛果敢な戦いを演じた」。
- 天正18年（1590年）:豊臣政権による小田原北条氏攻め（小田原征伐）が起こった。3月、上野国の妙印尼、子らの主軍が北条氏に動員され小田原城に籠る状態で、桐生城にて孫の由良貞繁を擁立し、地元の兵をかき集めて豊臣方に与した。豊臣勢による松井田城攻めなどに加わった。北条方であった子らは領地没収となったが、一方の妙印尼らの勲功に対し、本領安堵とはいかなかったが常陸国牛久に領地を与えられた[15]。6月、妙印尼の孫で忍城城主成田氏長の娘であった甲斐姫、北条方として忍城籠城戦に参加した。北条方の支城の中では最後期まで持ちこたえ、小田原の本城開城に伴い、忍城も開城した。成田氏は蒲生氏郷の預かりとなり、会津福井城に移動した。11月ごろ、会津福井城で反乱を起こした浜田将監・十左衛門兄弟の反乱を甲斐姫が鎮圧したとされる。その後、評判を聞いた豊臣秀吉の希望により側室となり、大坂城に住んだ。ただし成田甲斐姫の武勇伝承はいずれも後世に書かれたものであり、実際の活躍は確認されていない。
- 慶長年中（1596年 - 1615年ごろ）:津軽の藤代館の女主人、藤代御前が、津軽為信に攻め込まれ戦死したと伝わる[16]。
- 慶長5年（1600年）:関ヶ原の戦いに関連する一連の地方合戦が勃発した。7月、田辺城の戦いにて城主細川幽斎の妻沼田麝香、夫と共に具足を付け奮戦した。のちに田辺城は朝廷の調停により開城した。また同じ頃、真田信之の妻で徳川家康家臣の本多忠勝の娘の小松姫が侍女らとともに武装して、主が不在の上野国沼田城の守備に当たった。8月、伊勢国の安濃津城の戦いにおいて、籠城方の富田信高の妻が、城外に打って出た夫の危機に騎馬武者として駆けつけ奮戦した。10月、関ヶ原の戦い本戦後に筑後国の立花宗茂に降伏を促すため、柳川城を目指し進軍した加藤清正が、宗茂の妻誾千代の武勇を警戒し、彼女の住まう宮永を避けて迂回し進軍した。伝承では、柳川の渡船口で鍋島水軍に向けて、誾千代の鉄砲隊が発砲したという[17]。
- 慶長19年（1614年）:大坂冬の陣が起こる。大坂城に籠城する豊臣秀頼の母淀殿、武具を着て3、4人の武装した女房を従え城内を巡回し、番所の武士に声をかけ激励していたと伝わる（『当代記』）[18]。籠城方の作戦会議にも出席し、完全籠城戦略およびその後の和睦を主導したと伝わる。
- 慶長20年（1615年）:大坂夏の陣。総大将であった豊臣秀頼の出陣を淀殿が拒否。大阪城は落城し、淀殿を含め一族は自害した。

### 江戸時代
- 1640年代ごろ？:異装の女性剣術家佐々木累、江戸市中にて旗本奴の白柄組と交戦した。

### 幕末
- 慶応3年（1868年）:薩摩藩邸焼討事件に際し、新徴組隊士で男装の法神流剣士中澤琴が戦闘に参加し、踵を負傷した。琴は当時の女性としては大柄で170cmあったとされ、男装していれば娘たちに惚れられて困ったと伝えられている。
- 慶応4年（1869年）:戊辰戦争が勃発。6月、東北戦線の会津戦争において会津藩の中野竹子、母こう子や妹優子・神保雪子らとともに婦女隊を結成。会津城外で新政府軍と交戦し、竹子は戦死した。城内では松平照の指揮により山川二葉ら婦女子が籠城戦に参加した。新島八重は男装しスペンサー銃と刀で応戦した。7月、秋田戦争に中沢琴が新徴組隊士として参加した。

## 備考
- 古墳時代の女性埴輪の中には、大刀（群馬県塚廻り4号墳出土）や弓・籠手（滋賀県狐塚5号墳出土）など、武具を持つ例がみられるが、これらは袈裟状衣や袈裟状の襷を着ていることから僻邪儀礼を再現したものとみられる[19]。
- 中世期の風習に、女性同士による形式的な乱闘として、後妻打ちがあり、疑似的な戦闘（喧嘩）といえるが、規則に基づく。類似例として、北条政子は頼朝の愛人である亀の前の存在を知ると、武士を使って、家を襲わせ、破壊している[20]。言い換えれば、地位の高い女性が私怨で武士に家を襲わせている。
- 14世紀の財産目録である注文には近畿圏の女性名主の記述が見られるも、武具の記述がなく、少なくともこの時期の近畿圏の女性は武装を行っていない[21]。
- 幸若舞『信田』には、浮島太夫の妻で56歳にもなる弥陀夜叉（みだやしゃ）が櫓に乗って全軍を指揮している内に、自らも鎧を着て、馬に乗り、敵陣に突撃し、討死する話がある[22]。軍記物語を含め、こうした中世の創作物の中に見られる関東の女性武者から分かることとして、東国における女性の理想像が、強い女を求めていたことを示し、西とは対照的といえる（前同 pp.81 - 82）。
- 『諏方大明神画詞』には、「戦場では女性は後塵で天に向かって呪術を唱えていた」と記されているが、アイヌのユーカラ（ポンヤウンペの語り）においても、戦闘の場面で、敵味方共に女性呪術師が登場し、呪術戦を展開している（女性呪術者が戦場に赴いていた語り）。